# Kova Rea
Pour les articles homonymes, voir Rea.
Kova Rea est un chanteur, danseur, producteur et comédien français, né en 1961.

## Biographie
D'ascendance martiniquaise, Kova Rea commence par composer ses propres titres. En 1980, il apparait dans les films Les Uns et les Autres de Claude Lelouch et dans Moi y'en a vouloir des sous de Jean Yanne. Il devient meneur de revue lors de divers spectacles au Paradis Latin de 1980 à 1985, ainsi qu'à Bobino, qui sera complétée par un poste de chorégraphe lors de divers spectacles musicaux sur la Rue de la Gaîté.
En 1982, il intègre le groupe de Martinique « African Magic Combo », puis devient le choriste de Bernard Lavilliers en 1985.
En 1988, il sort son premier album solo intitulé Les Festivités produit par le label Phonogram, puis un deuxième en 1990 : Pas de limites. En 1992, il enregistre Serre-moi en duo avec Joelle Ursull.
Il devient producteur d'événements et organise de nombreux spectacles artistiques dans différentes salles de spectacle de Paris, le Palais de Congrès, le Palais des Sports, etc.
En 2002, il crée Les Rois des kings avec le trio musicien Façon Puzzle. Il y incarne le personnage de Brenda Mour.
En 2017, il fait partie du spectacle de Julie Ferrier À ma place vous Ferrier quoi !!! au théâtre de la Madeleine.

## Discographie
- 1988 : Pas de limites (Philips/Phonogram)
- 1988 : Nuit d’amour (Philips/Phonogram)
- 1989 : Annabelle (Philips/Phonogram)
- 1990 : Soudain il ne reste qu’une chanson (Philips / Phonogram)[2]
- 1991 : Sommeil chaud (Philips/Phonogram)
- 1992 : Serre-moi (avec  Joelle Ursull)

## Filmographie
- 2018 : Frères ennemis de David Oelhoffen : Omar
- 2022 : Queen : Corentin

## Doublage
- 2022 : Bros : Angela (Ts Madison)